# 阿部記之
阿部記之（日语：／ Abe Noriyuki，1961年7月19日—），日本男性動畫演出家、動畫導演、音響監督。B型血。本名、舊名阿部紀之，另外還有別名義阿倍紀之。早稻田大學理工學院建築學系畢業。

## 來歷
- 1986年，阿部記之加入Studio Pierrot。1988年，他以《狗仔爺爺（日语：のらくろクン）》（第12話）負責演出首次亮相。
- 1990年，他成為自由工作者。1992年，以《幽☆遊☆白書》作為動畫導演首次亮相。
- 自2013年起，他也擔任由Studio Pierrot創辦人布川郁司創辦的NUNOANI塾的講師[2]。

## 參加作品

### 電視動畫
1987年
- 狗仔爺爺 (1987年版)（日语：のらくろクン）（—1988年，分鏡、演出）

1990年
- 平成天才傻鵬（日语：平成天才バカボン）（分鏡、演出）
- 超級劍豪傳（—1991年，分鏡、演出）

1991年
- 少年劍道王直角（分鏡、演出）

1992年
- 丸出日太夫（分鏡）
- 鬥球兒彈平（分鏡、演出）
- 櫻桃小丸子 (第1期)（分鏡）
- 幽☆遊☆白書（—1995年，導演[3]）

1994年
- 美少女戰鬥隊（分鏡、演出）[注 1]

1995年
- NINKU -忍空-（—1996年，導演[4]）

1996年
- 熱鬥小馬（—1997年，導演[5][6]）

1997年
- 烈火之炎（—1998年，導演[7][8]）[注 2]

1998年
- 槍神Trigun（分鏡）

1999年
- 機械女神JtoX（分鏡）
- 微星小超人（日语：ミクロマン・マグネパワーズ）（導演、錄音演出）
- 麻辣教師GTO（—2000年，導演[9]、錄音演出）

2000年
- 學校怪談（—2001年，導演[10][11]、錄音演出）
- 筋肉擂台 金剛的大冒險！（導演）

2001年
- 棋魂（OP演出）
- 辣妹當家（分鏡）
- 旋風的大鏢客（日语：旋風の用心棒）（分鏡）
- 最終幻想：無限（分鏡）

2002年
- 第一神拳（分鏡）
- 東京喵喵（—2003年，導演[12]、錄音演出）

2003年
- 偵探學園Q（—2004年，導演[13]、錄音演出）

2004年
- BLEACH（—2012年，導演[14]、錄音演出）

2012年
- 黃昏乙女×失憶幽靈（分鏡）[注 3]
- 釣球（OP分鏡&演出）
- 火影忍者疾風傳（分鏡、演出）
- 心連·情結（分鏡）

2013年
- SERVANT×SERVICE（分鏡）
- 科學小飛俠Crowds（分鏡）
- Walkure Romanze 少女騎士物語（分鏡）

2014年
- 來自風平浪靜的明日（分鏡、演出）
- 魔奇少年 The kingdom of magic（分鏡）
- 偽戀（分鏡）
- 第一神拳 Rising（分鏡）
- 銀河騎士傳（故事分鏡）
- 黑執事 Book of Circus（導演）
- 七大罪（ED分鏡&演出）

2015年
- 亞爾斯蘭戰記（導演）

2016年
- 神聖之門（導演、分鏡、演出）
- 亞爾斯蘭戰記 風塵亂舞（導演）

2017年
- BORUTO -火影新世代- NARUTO NEXT GENERATIONS-（—2019年，總導演[15]、分鏡、OP分鏡&演出）

2018年
- 牙鬥獸娘（分鏡）

2019年
- 胡蝶綺 ～少年信長～（導演[16]、分鏡）

2022年
- BLEACH 千年血戰篇（特別感謝[17]）

2023年
- 我的新上司是天然呆（導演、分鏡、演出）

2024年
- 妻子變成小學生。（導演、分鏡、演出）

### 電影動畫
- 幽☆遊☆白書：夜叉的陰謀（日语：幽☆遊☆白書 (映画)）（導演）
- 幽☆遊☆白書：冥界死鬥篇 炎之絆（日语：幽☆遊☆白書 冥界死闘篇 炎の絆）（監修、分鏡）
- 劇場版 NINKU -忍空-（導演）
- 微星小超人：大激戰！微星小超人VS最強戰士戈爾貢（日语：ミクロマン・マグネパワーズ）（導演）
- 劇場版 BLEACH MEMORIES OF NOBODY（導演）
- 劇場版 BLEACH The DiamondDust Rebellion：另一把冰輪丸（導演）
- 劇場版 BLEACH Fade to Black：呼喚你的名字（導演）
- 劇場版 BLEACH 地獄篇（導演）
- 劇場版 黑執事 Book of the Atlantic（導演）
- 劇場版 七大罪：天空的囚人（總導演）
- 七大罪：怨息的愛丁堡（總導演）

### OVA
- MIRACLE PSYCHICER SEIZAN（演出）
- 星際迷航俏女郎（日语：てなもんやボイジャーズ）（分鏡、演出）
- 幽☆遊☆白書（導演、分鏡）

### 網路動畫
- 阿拉德：逆轉之輪（導演）
- 大奧（導演）

### Jump Festa作品
- NINKU -忍空- 刀的墓標（導演）
- HUNTER×HUNTER（導演）
- BLEACH 雨中的回憶（導演）
- BLEACH 被封印的狂亂之劍（導演）
- BLEACH 護廷十三屋台大作戰！（導演）

### 出演
- 亞爾斯蘭戰記 ～突撃電台！（音泉）—2015年9月21日（嘉賓出演）

## 腳註

## 相關項目
- 日本動畫師列表（日语：アニメ関係者一覧）